# Nadeelcompensatie
Het stelsel van nadeelcompensatie in Nederland is een buitenwettelijk bestuursrechtelijk schadevergoedingsstelsel op basis waarvan een bestuursorgaan, onder voorwaarden, verplicht is tot het vergoeden van de onevenredige nadelen die rechtmatige handelingen in het kader van de uitoefening van een aan het publiekrecht ontleende bevoegdheid bij derden hebben veroorzaakt.
Er is uitsluitend sprake van een voor vergoeding in aanmerking komend nadeel indien het nadeel buiten het normaal maatschappelijke risico van de benadeelde valt - de zogenaamde abnormale last - en de benadeelde deel uitmaakt van een beperkte groep die deze nadelen ondervindt, terwijl een grote groep baat heeft bij de voordelen van de overheidshandelingen, de zogenaamde speciale last.

## Juridische grondslag
De schadevergoedingsplicht is ontleend aan het algemene beginsel van behoorlijk bestuur égalité devant les charges publiques, ook wel bekend als het beginsel van de gelijke verdeling van de publieke lasten. 
In de jurisprudentie is de schadevergoedingsplicht als volgt omschreven:
Hoge Raad:
"Een bestuursorgaan is gehouden tot compensatie van onevenredige – buiten het maatschappelijk risico vallende en op een beperkte groep burgers of instellingen drukkende – schade als gevolg van hun op de behartiging van het openbaar belang gerichte optreden"
Afdeling Bestuursrechtspraak van de Raad van State:
"Iedere rechtmatige aanwending door een bestuursorgaan van een publiekrechtelijke bevoegdheid, zoals in dit geval het nemen van een besluit tot vergunningverlening (…), strekt tot behartiging van (een aspect van) het algemeen belang, dat de desbetreffende wet, waarop de aanwending van die bevoegdheid is gebaseerd, beoogt te dienen. Daaraan doet niet af dat een dergelijke aanwending mede of in overwegende mate het individuele belang van de aanvrager(s) kan dienen"

## Schadebesluit
Een schadevergoeding ten titel van nadeelcompensatie kan uitsluitend worden verkregen op aanvraag bij het schadeveroorzakend bestuursorgaan. Een aanvraag dient schriftelijk te worden ingediend en te voldoen aan de eisen die daaraan door de Algemene wet bestuursrecht worden gesteld. 
Op de aanvraag dient het bestuursorgaan een (schade)besluit te nemen. 
In de regel worden twee soorten van schadebesluiten onderscheiden, namelijk een zelfstandig schadebesluit en een onzelfstandig schadebesluit. Zelfstandige schadebesluiten kunnen vervolgens nog appellabel zijn of niet appellabel.

### Onzuiver schadebesluit
Bij een onzuiver schadebesluit neemt het bestuursorgaan niet alleen een beslissing op een verzoek om nadeelcompensatie, maar bevat deze primair de beslissing over de schadeoorzaak. Daarop aanvullend bevat een dergelijk besluit ook een beslissing over de vergoeding van de als gevolg van de schadeoorzaak optredende schade.
Als een gemeente bijvoorbeeld een verkeersbesluit neemt om een weg af te sluiten dan is het mogelijk dat de gemeente in hetzelfde besluit ook een inhoudelijke beslissing neemt over een eventuele vergoeding van schade die als gevolg van de wegafsluiting wordt veroorzaakt.
In de regel komen onzuivere schadebesluiten niet vaak voor. De binnen het stelsel van nadeelcompensatie voor vergoeding in aanmerking komende nadelen zijn vaak gelegen in de inkomenssfeer (omzetverlies, brutowinstderving). Dergelijke nadelen openbaren zich vaak pas op het moment dat de afsluiting is gerealiseerd en kunnen derhalve pas achteraf concreet worden vastgesteld.

### Zuiver schadebesluit
Bij een zuiver schadebesluit wordt op aanvraag door het bestuursorgaan uitsluitend beslist over het eventueel toekennen van een schadevergoeding ten titel van nadeelcompensatie.

### Relevantie onderscheid
Het onderscheid tussen een zelfstandig en een onzelfstandig schadebesluit is relevant voor de wijze waarop rechtsbescherming tegen het schadebesluit kan worden ingeroepen. Tegen een onzelfstandig schadebesluit kan altijd een bestuursrechtelijk rechtsbeschermingsprocedure worden ingesteld. Tegen een zelfstandig schadebesluit kan alleen dan een bestuursrechtelijk rechtsbeschermingsprocedure worden ingesteld, wanneer de schade is ontstaan door een besluit waartegen bezwaar en beroep open heeft gestaan of indien op de aanvraag om schadevergoeding een nadeelcompensatieverordening of een nadeelcompensatieregeling van toepassing is verklaard. In de rechtspraktijk wordt in dit verband gesproken over de processuele connexiteit. Indien tegen een zelfstandig schadebesluit geen bezwaar en beroep kan worden ingesteld, dient een civielrechtelijke procedure aanhangig gemaakt te worden.

## Causaal verband
Binnen het stelsel van nadeelcompensatie komen uitsluitend die nadelen voor vergoeding in aanmerking die in een voldoende hecht en oorzakelijk verband gebracht kunnen worden met de beweerdelijk schadeveroorzakende handelingen of het schadeveroorzakend besluit. 
Het causale verband dient in beginsel te worden aangetoond door de aanvrager zelf, meestal aan de hand van financiële gegevens, zoals omzetgegevens en jaarrekeningen over zowel de schadeperiode als over de drie voorafgegane jaren.
Als het causale verband niet of niet voldoende kan worden aangetoond, dan loopt de benadeelde het risico dat zijn aanvraag om schadevergoeding wordt afgewezen

## Voorzienbaarheid en risicoaanvaarding
Indien de schadeveroorzakende overheidshandelingen voor de benadeelde - ten tijde van de vestiging van zijn bedrijf - voorzienbaar waren of hadden kunnen zijn, blijven de nadelen voor eigen rekening van de benadeelde. Deze heeft dan immers actief het risico aanvaard dat deze handelingen een negatieve invloed zouden kunnen hebben op de winstgevendheid van zijn bedrijf.
De Afdeling bestuursrechtspraak van de Raad van State heeft hierover het volgende overwogen:
"Zoals de Afdeling eerder heeft overwogen, is voor de beoordeling of sprake is van risicoaanvaarding beslissend of op het moment van de beslissing tot investeren aanleiding bestond rekening te houden met de kans dat de investering niet volledig rendabel zou kunnen worden gemaakt."

## Normaal maatschappelijk risico
In de jurisprudentie geldt ten aanzien van het recht op een vergoeding ten titel van nadeelcompensatie het volgende uitgangspunt:
"Het treffen van rechtmatige overheidsmaatregelen dient als een normale maatschappelijke ontwikkeling te worden beschouwd, waarmee een ieder kan worden geconfronteerd en waarvan de nadelige gevolgen in beginsel voor rekening van de daardoor getroffenen mogen worden gelaten. Dat neemt niet weg dat zich feiten en/of omstandigheden kunnen voordoen, waardoor een individueel belang ten gevolge van een dergelijke maatregel zodanig zwaar wordt getroffen, dat het uit die maatregel voortvloeiende nadeel redelijkerwijs niet ten laste van betrokkenen dient te blijven."
Dit betekent dat uitsluitend die nadelen voor vergoeding in aanmerking komen die het normaal maatschappelijk risico van de benadeelde hebben overschreden. In de regel komt de praktische vertaling van dit uitgangspunt erop neer dat een bepaald percentage van de schade voor rekening van de benadeelde blijft. Het percentage kan de vorm hebben van een korting of een drempel. Bij het toepassen van de kortingsmethode wordt een percentage van het uit te keren schadebedrag afgetrokken. Dit percentage kan, afhankelijk van de feiten en omstandigheden, variëren tussen de 15 tot 25%. Hogere kortingspercentages als 30 of 40 komen bij uitzondering voor. De kortingsmethode is niet verplicht. Het staat de overheid vrij in plaats van de korting te kiezen voor de methode van een vaste drempel. Daarbij wordt regelmatig gebruik gemaakt van een drempel van 15%, gerelateerd aan de jaaromzet of de jaarlijkse kosten. In dat geval komt de schade pas voor vergoeding in aanmerking indien deze de drempel van 15% heeft overstegen. Op basis van de rechtspraak geldt voor de 15% drempel een extra motiveringsplicht. De drempel mag niet worden gebruikt bij een abnormale situatie. Zo nodig dient het percentage van 15% te worden verlaagd. 

## Wettelijke ontwikkelingen
In 2007 heeft een studiegroep onder voorzitterschap van Prof. M. Scheltema een wetsvoorstel gemaakt waarin onder meer het recht op schadevergoeding ten titel van nadeelcompensatie een formeel-wettelijke basis zal krijgen. Ook zal worden geregeld op welke wijze een aanvraag om schadevergoeding in behandeling dient te worden genomen en welke termijnen er gelden. Het wetsvoorstel bevat ten slotte nog regels over het recht op schadevergoeding bij onrechtmatige overheidsdaad.
Op 25 februari 2013 is het wetsvoorstel voor de Wet nadeelcompensatie en schadevergoeding bij onrechtmatige besluiten in het Staatsblad gepubliceerd (Stb. 2013, 50). Deze wet voegt aan de Algemene wet bestuursrecht een nieuwe titel 4.5 (Nadeelcompensatie) toe. Titel 4.5 Awb voorziet in de codificatie van het égalitébeginsel als algemene grondslag  voor schadevergoeding bij rechtmatige overheidshandelen. Verder voorziet titel 4.5 Awb in de belangrijkste materiële en procedurele regels. De beslissing op de aanvraag resulteert in een beschikking resp. een besluit (het huidige zuiver schadebesluit). Is de benadeelde het niet eens met het besluit, dan is bezwaar en vervolgens beroep bij de bestuursrechter mogelijk. Het vereiste van processuele connexiteit komt te vervallen. Na de inwerkingtreding van dit deel van deze wet is de bestuursrechter de exclusieve nadeelcompensatierechter.
Niet bekend is wanneer titel 4.5 Awb in werking zal treden. De inwerkingtreding hangt samen met de  aanpassingswetgeving die nog niet gereed is. Het andere deel van de Wet nadeelcompensatie en schadevergoeding bij onrechtmatige besluiten dat voorziet in opname van titel  8.4 Awb (Schadevergoeding), is op 1 juli 2013 in werking getreden (Stb. 2013, 162).